# Twist and Shout (міні-альбом)
Twist and Shout — перший британський міні-альбом (EP) англійського рок-гурту The Beatles, випущена у Великій Британії на лейблі EMI Parlophone12 липня 1963 року. Він містить чотири треки, спродюсовані Джорджем Мартіном, які раніше вийшли на дебютному альбомі гурту Please Please Me. Випущений поспіхом, щоб задовольнити ажіотаж публіки, альбом очолював британський чарт EP протягом двадцяти одного тижня, ставши на той момент найбільш продаваним EP усіх часів у Великій Британії, і став настільки успішним, що потрапив до чарту синглів NME, посівши четверту сходинку. Фотографія обкладинки EP, на якій зображені «Бітлз», що стрибають у лондонській бомбі, була описана газетою The Telegraph як «одне з ключових зображень 1960-х».

## Випуск
Повідомлялося, що попередні замовлення на міні-альбом «Twist and Shout» склали понад 100 000 до дня його виходу 12 липня 1963 року. Він очолював національний хіт-парад EP, складений Record Retailer, протягом 21 тижня поспіль, починаючи з 27 липня 1963 року, і врешті-решт провів у ньому 64 тижні. Він був сертифікований срібним, за більш ніж 250 000 продажів, 13 серпня 1963 року, ставши найбільш продаваним міні-альбомом усіх часів у Великій Британії на той момент. Пізніше було продано понад 650 000 копій. Незважаючи на те, що він коштував дорожче, ніж сингл, EP був настільки успішним, що став першим EP, який увійшов до першої десятки чарту синглів NME, посівши четверту сходинку. Ще два міні-альбоми, The Beatles' Hits та The Beatles (№ 1), були замовлені до серпня.
Конкуруюча платівка «Бітлз» на лейблі Polydor, випущена в Німеччині на експорт, була видана 21 червня 1963 року, що викликало невдоволення гурту. Під назвою «My Bonnie» він містив чотири записи «Бітлз» 1961 року в Гамбурзі з Пітом Бестом, на трьох з яких вокальну партію виконував англійський рок-н-рольний музикант Тоні Шерідан.
Названа My Bonnie, вона містить чотири записи 1961 року з Бітлз з Піт Бест, три з яких мають англійського рок-н-рол музиканта Тоні Шерідан.
Платівка Twist and Shout була перевидана як частина вінілової колекції The Beatles EP Collection у 1981 році. Бокс-сет отримав CD-реліз у 1992 році.

## Трекліст
| Сторона 1 | Сторона 1          | Сторона 1                 | Сторона 1      | Сторона 1  |
| #         | Назва              | Автор                     | Головний вокал | Тривалість |
| --------- | ------------------ | ------------------------- | -------------- | ---------- |
| 1.        | «Twist and Shout»  | Bert Russell, Phil Medley | John Lennon    | 2:33       |
| 2.        | «A Taste of Honey» | Ric Marlow, Bobby Scott   | Paul McCartney | 2:05       |
| 4:38      |                    |                           |                |            |

| Сторона 2 | Сторона 2                      | Сторона 2                   | Сторона 2                   | Сторона 2  |
| #         | Назва                          | Автор                       | Головний вокал              | Тривалість |
| --------- | ------------------------------ | --------------------------- | --------------------------- | ---------- |
| 1.        | «Do You Want to Know a Secret» | John Lennon, Paul McCartney | George Harrison             | 2:00       |
| 2.        | «There's a Place»              | Lennon, McCartney           | John Lennon, Paul McCartney | 1:53       |
| 3:53      |                                |                             |                             |            |